# Bahnstrecke Winterthur–Koblenz
| Glattbrücke bei Rheinsfelden |                                                                         |                                                                                   |                                                                                   |
| Streckennummer (BAV): | 769 (Winterthur West–Bülach) 770 (Bülach–Eglisau) 701 (Eglisau–Koblenz) |                                                                                   |                                                                                   |
| Fahrplanfeld: | 761                                                                     |                                                                                   |                                                                                   |
| Streckenlänge: | 48,38 km                                                                |                                                                                   |                                                                                   |
| Spurweite: | 1435 mm (Normalspur)                                                    |                                                                                   |                                                                                   |
| Stromsystem: | 15 kV, 16,7 Hz ~                                                        |                                                                                   |                                                                                   |
| Maximale Neigung: | 14 ‰                                                                    |                                                                                   |                                                                                   |
| |                                                                         |                                                                                   |                                                                                   |
| \| \| \| Strecke von Etzwilen, Strecke von Romanshorn, Strecke von St. Gallen, Tösstalbahn \| \| \| \| \| \| \| \| \| \| Rheinfallbahn von Schaffhausen \| \| \| \| 0,00 \| Winterthur \| 438,8 m \| \| \| \| Strecke nach Zürich \| \| \| \| 1,72 \| Winterthur Töss \| 435,2 m \| \| \| \| Töss \| \| \| \| 3,39 \| Anschlussgleis Nägelsee \| Anschlussgleis Nägelsee \| \| \| 4,68 \| Winterthur Wülflingen \| 422,0 m \| \| \| 7,58 \| Pfungen \| 412,2 m \| \| \| 12,32 \| Embrach-Rorbas \| 423,0 m \| \| \| \| Wildbach (93 m) \| \| \| \| \| Dettenberg-Tunnel(1800 m) \| \| \| \| \| Etterbühl (125 m) \| \| \| \| \| Strecke von Zürich \| \| \| \| 16,26 \| Bülach Keilbahnhof \| 427,0 m \| \| \| 19,40 \| Glattfelden \| 409,8 m \| \| \| 22,25 \| Eglisau \| 390,1 m \| \| \| \| Strecke nach Neuhausen (CH) \| \| \| \| \| Glatt (Rhein) (93 m) \| \| \| \| 26,16 \| Zweidlen \| 368,2 m \| \| \| 29,36 \| Weiach-Kaiserstuhl \| 368,2 m \| \| \| \| Kaiserstuhl AG \| \| \| \| \| Rümikon AG \| \| \| \| 35,33 \| Rümikon-Mellikon \| 351,2 m \| \| \| \| Mellikon \| \| \| \| 38,11 \| Rekingen AG \| 338,2 m \| \| \| 41,40 \| Bad Zurzach \| 338,8 m \| \| \| 43,39 \| Rietheim \| 333,3 m \| \| \| 46,92 \| Koblenz Dorf ab 1997 \| 324,0 m \| \| \| \| Strecke von Waldshut \| \| \| \| \| Strecke von Waldshut \| \| \| \| 48,38 \| Koblenz \| 320,3 m \| \| \| \| Strecke nach Turgi \| \| \| \| \| Strecke nach Stein-Säckingen \| \| |                                                                         |                                                                                   |                                                                                   |
| Strecke |                                                                         | Strecke von Etzwilen, Strecke von Romanshorn, Strecke von St. Gallen, Tösstalbahn | Strecke von Etzwilen, Strecke von Romanshorn, Strecke von St. Gallen, Tösstalbahn |
| |                                                                         |                                                                                   |                                                                                   |
| Abzweig geradeaus und von rechts |                                                                         | Rheinfallbahn von Schaffhausen                                                    | Rheinfallbahn von Schaffhausen                                                    |
| Bahnhof | 0,00                                                                    | Winterthur                                                                        | 438,8 m                                                                           |
| Abzweig geradeaus und nach links |                                                                         | Strecke nach Zürich                                                               | Strecke nach Zürich                                                               |
| Bahnhof | 1,72                                                                    | Winterthur Töss                                                                   | 435,2 m                                                                           |
| Brücke über Wasserlauf |                                                                         | Töss                                                                              | Töss                                                                              |
| Abzweig geradeaus und von rechts | 3,39                                                                    | Anschlussgleis Nägelsee                                                           | Anschlussgleis Nägelsee                                                           |
| Bahnhof | 4,68                                                                    | Winterthur Wülflingen                                                             | 422,0 m                                                                           |
| Bahnhof | 7,58                                                                    | Pfungen                                                                           | 412,2 m                                                                           |
| Bahnhof | 12,32                                                                   | Embrach-Rorbas                                                                    | 423,0 m                                                                           |
| Brücke über Wasserlauf |                                                                         | Wildbach (93 m)                                                                   | Wildbach (93 m)                                                                   |
| Tunnel |                                                                         | Dettenberg-Tunnel(1800 m)                                                         | Dettenberg-Tunnel(1800 m)                                                         |
| Brücke |                                                                         | Etterbühl (125 m)                                                                 | Etterbühl (125 m)                                                                 |
| Abzweig geradeaus und von links |                                                                         | Strecke von Zürich                                                                | Strecke von Zürich                                                                |
| Bahnhof | 16,26                                                                   | Bülach Keilbahnhof                                                                | 427,0 m                                                                           |
| Haltepunkt / Haltestelle | 19,40                                                                   | Glattfelden                                                                       | 409,8 m                                                                           |
| Bahnhof | 22,25                                                                   | Eglisau                                                                           | 390,1 m                                                                           |
| Abzweig geradeaus und nach rechts |                                                                         | Strecke nach Neuhausen (CH)                                                       | Strecke nach Neuhausen (CH)                                                       |
| Brücke über Wasserlauf |                                                                         | Glatt (Rhein) (93 m)                                                              | Glatt (Rhein) (93 m)                                                              |
| Bahnhof | 26,16                                                                   | Zweidlen                                                                          | 368,2 m                                                                           |
| Dienststation / Betriebs- oder Güterbahnhof | 29,36                                                                   | Weiach-Kaiserstuhl                                                                | 368,2 m                                                                           |
| Haltepunkt / Haltestelle |                                                                         | Kaiserstuhl AG                                                                    | Kaiserstuhl AG                                                                    |
| Haltepunkt / Haltestelle |                                                                         | Rümikon AG                                                                        | Rümikon AG                                                                        |
| Dienststation / Betriebs- oder Güterbahnhof | 35,33                                                                   | Rümikon-Mellikon                                                                  | 351,2 m                                                                           |
| Haltepunkt / Haltestelle |                                                                         | Mellikon                                                                          | Mellikon                                                                          |
| Bahnhof | 38,11                                                                   | Rekingen AG                                                                       | 338,2 m                                                                           |
| Bahnhof | 41,40                                                                   | Bad Zurzach                                                                       | 338,8 m                                                                           |
| Haltepunkt / Haltestelle | 43,39                                                                   | Rietheim                                                                          | 333,3 m                                                                           |
| Haltepunkt / Haltestelle | 46,92                                                                   | Koblenz Dorf ab 1997                                                              | 324,0 m                                                                           |
| Kreuzung geradeaus unten |                                                                         | Strecke von Waldshut                                                              | Strecke von Waldshut                                                              |
| Abzweig geradeaus und von links |                                                                         | Strecke von Waldshut                                                              | Strecke von Waldshut                                                              |
| Bahnhof | 48,38                                                                   | Koblenz                                                                           | 320,3 m                                                                           |
| Abzweig geradeaus und nach links |                                                                         | Strecke nach Turgi                                                                | Strecke nach Turgi                                                                |
| Strecke |                                                                         | Strecke nach Stein-Säckingen                                                      | Strecke nach Stein-Säckingen                                                      |

Die Bahnstrecke Winterthur–Koblenz, auch Dettenberglinie, wurde am 1. August 1876 von der Schweizerischen Nordostbahn (NOB) eröffnet. Sie führt von Winterthur über Bülach nach Koblenz und ist Teil der direkten Verbindung in Richtung Basel.

## Geschichte

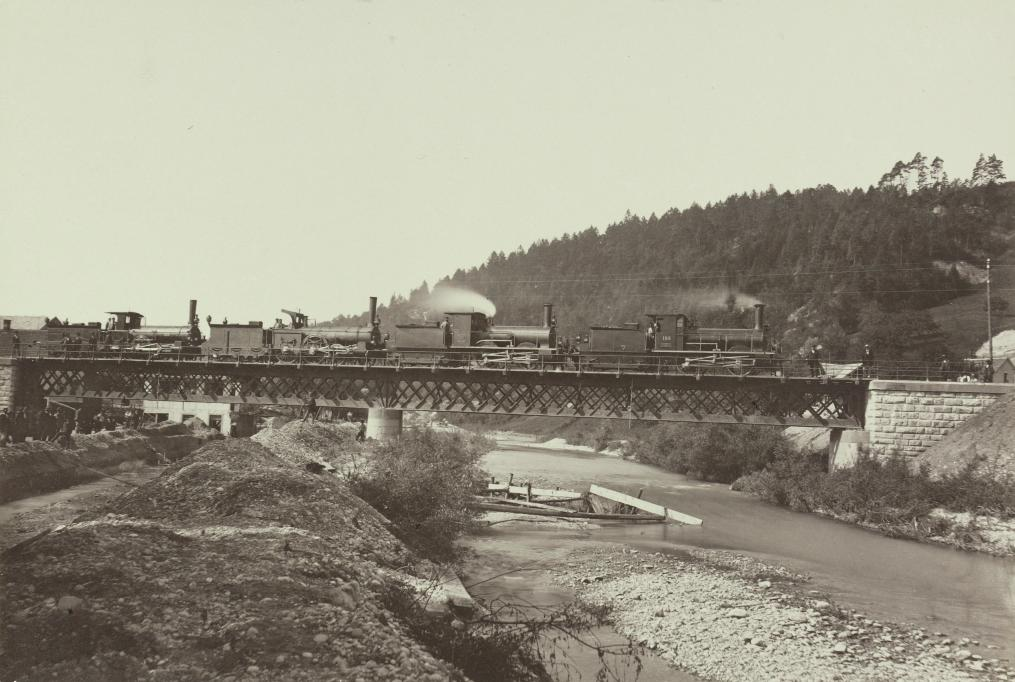
Belastungsprobe der Tössbrücke 1875

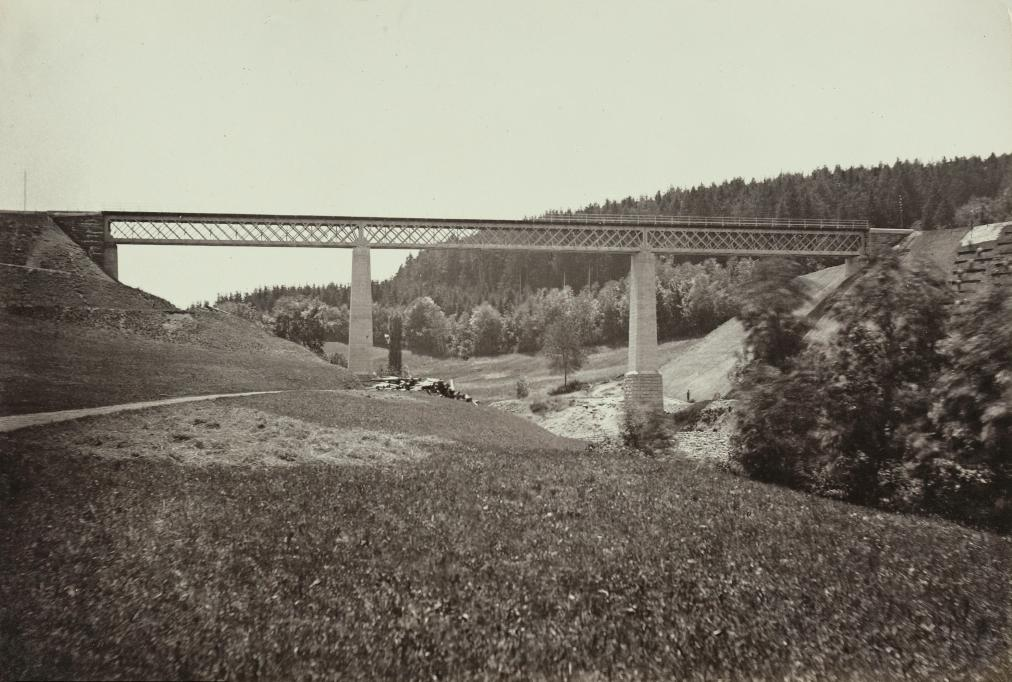
Wildbachbrücke bei Embrach bei der Betriebsaufnahme

Die Strecke ist eine Ergänzung zum bestehenden Streckennetz der NOB. Sie sollte vor allem verhindern, dass Verkehr auf Strecken der Konkurrenz abwanderte, weil zur damaligen Zeit beim Güterverkehr die Wagen auf der kürzesten Strecke berechnet und befördert werden mussten. War die Strecke eines Konkurrenten kürzer, musste diese benutzt werden oder der Konkurrenzgesellschaft eine Entschädigung für den Verkehrsausfall bezahlt werden. Die Strecke wurde in Hinblick auf die von der Schweizerischen Nationalbahn geplanten und im Bau befindlichen Strecken vorangetrieben, da vor allem die Strecke zwischen Wettingen und Winterthur den Güterverkehr auf sich abgezogen hätte. Zum Plan gehörte neben dieser Strecke auch die Bülach-Baden-Bahn, die am 1. Oktober 1877 eröffnet werden konnte. So war die Strecke Wettingen–Winterthur über die NOB-Strecken (Wettingen–Bülach–Winterthur) kürzer als über die am 6. September 1877 eröffnete SNB-Strecke durch das Furttal.
Die Bahnstrecke beginnt im Bahnhof Winterthur. Dort bestand Anschluss an die am 16. Mai 1855 eröffnete NOB-Strecke nach Romanshorn inklusive der im gleichen Jahr eröffneten Fortsetzung nach Zürich sowie an die im NOB-Besitz befindliche ehemalige Rheinfallbahn nach Schaffhausen. In Winterthur bestand ebenfalls Anschluss an die Konkurrenzstrecken der Vereinigten Schweizerbahnen nach St. Gallen sowie die SNB-Strecke nach Stein am Rhein–Singen beziehungsweise Kreuzlingen. Sie führt zum Bahnhof Bülach, wo seit dem 1. Mai 1865 die Bülach-Regensberg-Bahn endete. Von Bülach führt sie über Eglisau weiter zum ersten schweizerischen Grenzbahnhof, dem Bahnhof Koblenz, wo sie Anschluss an die am 18. August 1859 eröffnete Bahnstrecke von Turgi nach Waldshut hat. Damit besteht eine Verbindung zur parallel verlaufenden Hochrheinbahn.
Am 1. August 1892 wurde durch die Bötzbergbahn die Anschlussstrecke Stein-Säckingen–Koblenz eröffnet. Am 1. Juni 1897 eröffnete die NOB die Bahnstrecke Eglisau–Neuhausen, welche den Abschnitt zwischen Bülach und Eglisau zu einer Transitstrecke machte. Während der Rest der Strecke immer eine eingleisige Nebenlinie blieb, wurde der Abschnitt zwischen Bülach und Eglisau zweigleisig ausgebaut und zusammen mit der Strecke nach Neuhausen (CH) eröffnet.
Dieser Abschnitt wurde auch als erster elektrifiziert, und am 15. Dezember 1928 konnte der elektrische Betrieb mit 15'000 Volt und 16,7 Hz aufgenommen werden. Auf der Strecke zwischen Koblenz und Eglisau konnte der elektrische Betrieb am 1. Juli 1945, und zwischen Winterthur und Bülach am 15. Juli 1945 aufgenommen werden. Die Elektrifizierung beider Reststrecken war Teil des während des Zweiten Weltkriegs beschlossenen Notelektrifizierungsprogramms.
In den 1990er Jahren wurden einige Bahnhöfe geschlossen, aber auch neue Haltestellen eingerichtet. Die Station Koblenz Dorf entstand in der Nähe des Dorfkerns. Der Bahnhof Weiach-Kaiserstuhl wurde am 28. Mai 1995 für den Personenverkehr geschlossen, als Ersatz entstand die Haltestelle Kaiserstuhl. Der zwischen den Orten liegende Bahnhof Rümikon-Mellikon wurde für den Personenverkehr geschlossen und durch die Haltestellen Mellikon und Rümikon ersetzt.

## Kunstbauten

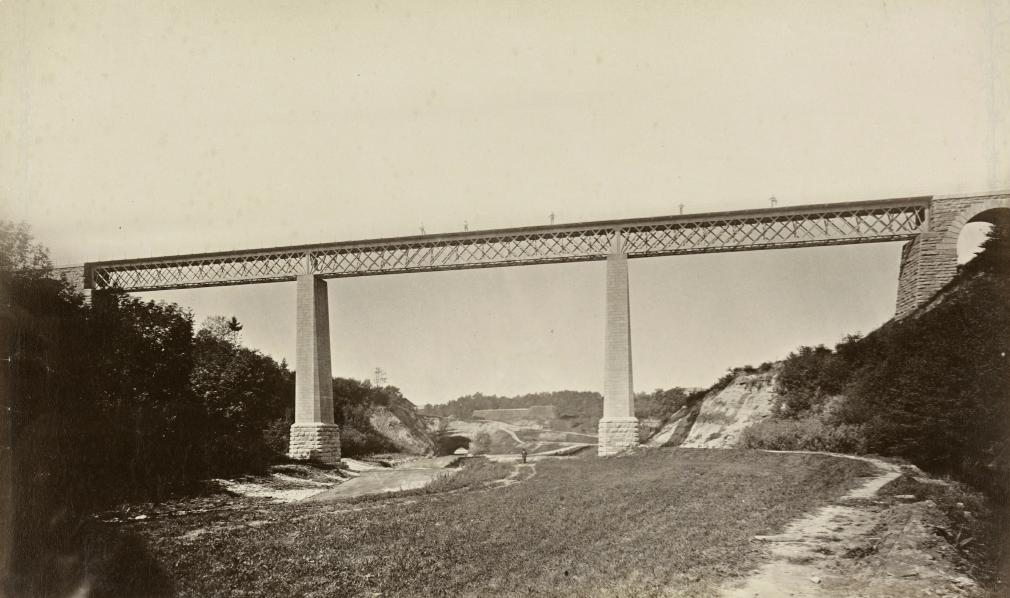
Glattbrücke bei Rheinsfelden, 1875

Die Strecke durchquert zwischen den Bahnhöfen Embrach-Rorbas und Bülach mit dem 1800 Meter langen Dättenberg-Tunnel die gleichnamige Hügelkette, die das Töss- und Glatttal trennt.

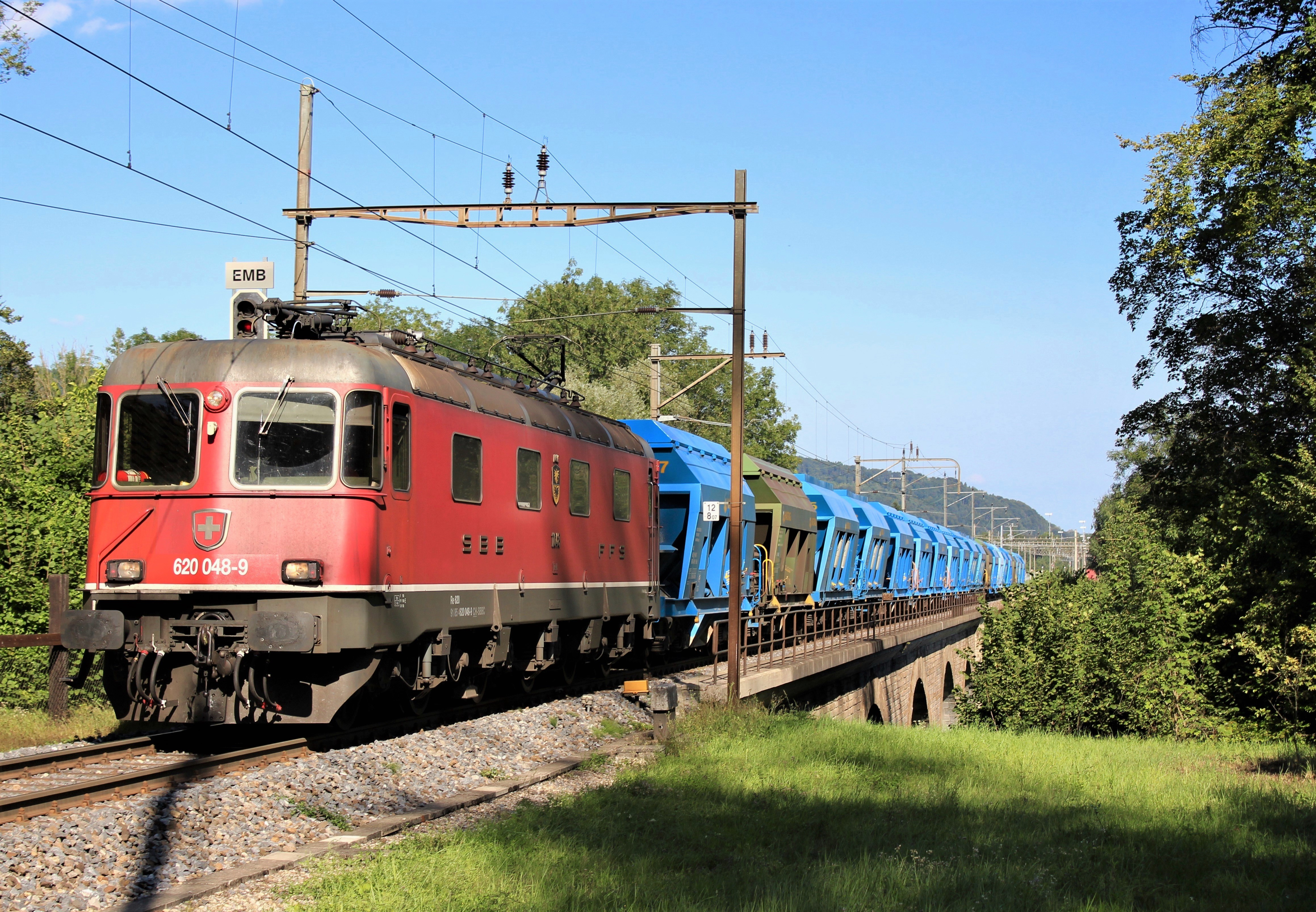
SBB Re 620 048-9 „Aigle“ überquert mit einem Kieszug die Wildbachbrücke

Die Strecke besitzt dazu noch drei grössere Brückenbauwerke. Zwei davon liegen zwischen Embrach-Rorbas und Bülach, einmal die 93 Meter lange Wildbachbrücke bei Embrach, welche 1950 durch einen Neubau ersetzt wurde, sowie die 125 Meter lange Etterbühl-Brücke in Bülach, welche 1971 erst erbaut wurde und mehrere Bahnübergänge ersetzt. Zwischen Eglisau und Zweidlen befindet sich die 118 Meter lange Glattbrücke, die 1948 durch einen Neubau ersetzt wurde.

## Betrieb
Die Strecke ist im schweizerischen Kursbuch unter dem Feld 761 aufgeführt. Sie wird heute stündlich von der S36 zwischen Bülach und Koblenz befahren. Zwischen Bad Zurzach und Koblenz verkehrt zusätzlich die S27, mit der die S36 einen Halbstundentakt bietet. Zwischen Bülach und Eglisau kommen noch die Züge nach Schaffhausen dazu. Zwischen Bülach und Eglisau verkehrt auch die S9, die im Gegensatz zur S36 auch in Glattfelden hält. Zusätzlich zu der täglich im Halbstundentakt fahrenden S41 verkehrt in den Nächten Fr/Sa und Sa/So zwischen Winterthur und Bülach jeweils noch ein Zugpaar der Nacht-S-Bahn.
Es gibt auch einigen Güterverkehr auf der Strecke, der sich nicht nur auf den Transitverkehr-Abschnitt Bülach–Eglisau konzentriert. So befindet sich in Rekingen im ehemaligen Zementwerk Holderbank heute ein Containerterminal, das Hochrhein-Terminal. Dorthin verkehren täglich mehrere Containerzüge. Ausserdem gibt es in Weiach ein Kiesabbaugebiet (Weiacher Kies), das mit der Bahn über die Station Zweidlen erschlossen wird. Dazu kommen noch einige Ganzzüge (hauptsächlich Brenn- und Treibstoffzüge nach Glattbrugg), die ab Basel über Koblenz fahren und dann diese Strecke benutzen, um den Knoten Zürich zu umfahren.